# Philippe Loys de Chéseaux
Jean-Philippe Loys de Chéseaux (Lausana, 4 de mayo de 1718-París, 30 de noviembre de 1751) fue un astrónomo y físico suizo.

## Biografía
En 1746 presentó una lista de nebulosas a la Academia Francesa de las Ciencias, ocho de las cuales habían sido descubiertas por él mismo. La lista fue usada privadamente por Le Gentil en 1759, pero no se hizo pública hasta 1892 por Guillaume Bigourdan.
De Chéseaux fue uno de los primeros en enunciar, en su forma moderna, lo que más tarde se llamó la paradoja de Olbers —por la cual, en un universo infinito y estático, el cielo nocturno debería ser tan brillante como la superficie de una estrella—. De Chéseaux descubrió además dos cometas:
- C/1743 X1 — con Dirk Klinkenberg
- C/1746 P1

Así mismo, se interesó por la cronología de la Biblia e intentó calcular la fecha de la crucifixión de Jesús de Nazaret analizando observaciones astronómicas en el Libro de Daniel. Este trabajo sólo fue publicado póstumamente en Mémoires posthumes de M. de Chéseaux (1754).